# Vinon-sur-Verdon
Vinon-sur-Verdon är en kommun i departementet Var i regionen Provence-Alpes-Côte d'Azur i sydöstra Frankrike. Kommunen ligger i kantonen Rians som tillhör arrondissementet Brignoles. År 2022 hade Vinon-sur-Verdon 4 387 invånare.

## Befolkningsutveckling
Antalet invånare i kommunen Vinon-sur-Verdon
| Referens: INSEE |